# Filialkirche Wagram an der Donau

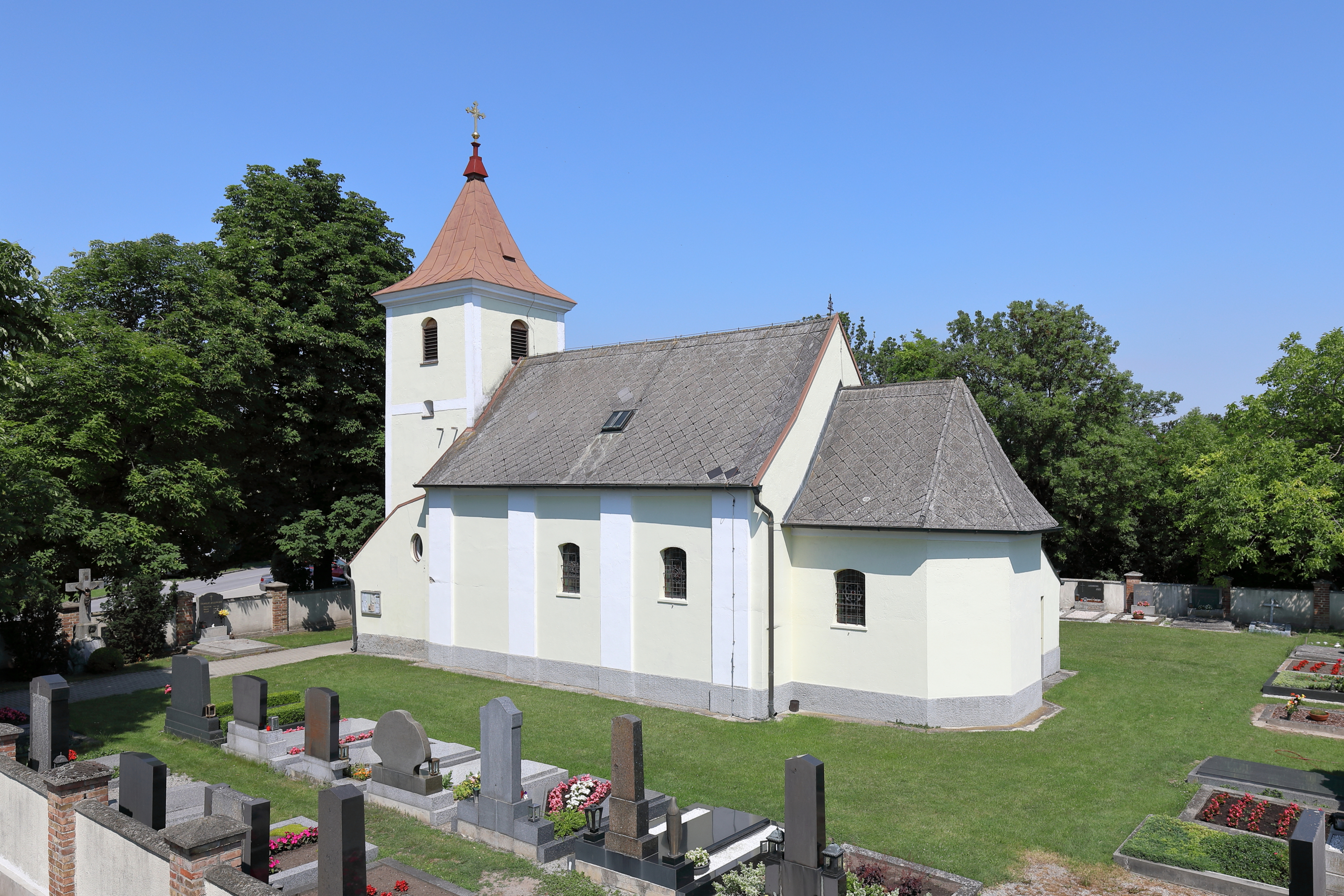
Filialkirche Hl. Dreifaltigkeit in Wagram an der Donau

Die römisch-katholische Filialkirche Wagram an der Donau steht in der Ortschaft Wagram an der Donau in der Gemeinde Eckartsau im Bezirk Gänserndorf in Niederösterreich. Sie ist der Heiligen Dreifaltigkeit geweiht und gehört zur Pfarre Orth an der Donau im Dekanat Marchfeld im Vikariat Unter dem Manhartsberg der Erzdiözese Wien. Das Bauwerk steht unter Denkmalschutz (Listeneintrag).

## Lagebeschreibung
Die Kirche steht am östlichen Ortsausgang der Ortschaft Wagram. Die Kirche ist von einem Friedhof umgeben.

## Geschichte
Die kleine spätbarocke Dorfkirche wurde in der zweiten Hälfte des 18. Jahrhunderts errichtet.

## Architektur
Kirchenäußeres
Das Langhaus der kleinen Dorfkirche ist lisenengegliedert. Die Kirchenfenster im Kirchenschiff sind segmentbogenförmig. Der Chor ist gegenüber dem Langhaus etwas abgesetzt und schmäler. Der gedrungene Kirchturm ist vorgesetzt und hat einen Spitzhelm. Nördlich schließt der Sakristeianbau an die Kirche an.
Kircheninneres
Das dreijochige Langhaus ist platzlgewölbt. Dazwischen sind Gurtbögen die auf flachen Wandvorlagen ruhen. Der Triumphbogen ist schmal. Der Chor ist kreuzgratgewölbt und weist flache Wandvorlagen auf. Die im Norden liegende Sakristei ist ebenfalls kreuzgratgewölbt. Die Orgelempore wurde Ende des 18. Jahrhunderts errichtet. Die Glasmalereien an den Fenstern stammen vom Anfang des 20. Jahrhunderts.

## Ausstattung
Das Altarbild zeigt die Kreuzigung Jesu und stammt aus der zweiten Hälfte des 19. Jahrhunderts.